# 蕃山 (小惑星)
蕃山（ばんざん、10453 Banzann）は小惑星帯に位置する小惑星。香西洋樹と古川麒一郎が東京天文台木曽観測所で発見した。
岡山藩に出仕した江戸時代初期の陽明学者、熊沢蕃山から命名された。
1994年に小石川正弘が発見した小惑星「マウント・バンザン」は宮城県仙台市の蕃山にちなむ命名であるが、Banzannとすると重複するため「マウント」を付けている。